# Agustín Gutiérrez y Lizaurzábal
Agustín Gutiérrez y Lizaurzábal (Guatemala, 1763, San José 1843). Hijo de Alonso José Gutiérrez y Marchan y Josefa Lizaurzábal y Rejón. Casó con Josefa de la Peña-Monje y La Cerda.
Licenciado en Leyes en la Universidad de San Carlos de Guatemala, fue un hombre acaudalado, dueño de valiosas propiedades en Nicaragua y Nicoya.
Fue miembro de la Diputación Provincial de Nicaragua y Costa Rica de 1813 a 1814 y de 1820 a 1821. Debido a las turbulencias sufridas por Nicaragua en los primeros años de vida independiente, en 1822 se trasladó con su familia a Nicoya y en 1824 a Costa Rica. Fue el primer Presidente del Congreso Constituyente de 1824-1825, alcalde Primero de Cartago en 1826 y Magistrado suplente de la Corte Superior de Justicia de 1826 a 1827.
Fue Presidente de la Corte Suprema de Justicia de 1829 a 1830 y Fiscal de 1830 a 1831. Fue miembro del Consejo Representativo y de julio a agosto de 1834 le correspondió hacerse cargo interinamente de la Jefatura Suprema del Estado, por haberse concedido una licencia al Jefe titular José Rafael de Gallegos y Alvarado. 
Publicó un Prontuario de Derecho Práctico por orden alfabético, que fue la primera obra jurídica impresa en Costa Rica (1834).